# Luci Juli Cèsar Fill
Luci Juli Cèsar Fill (en llatí Lucius Julius L. F. L. N. Caesar,), era fill de Luci Juli Cèsar (cònsol 64 aC), amb el que de vegades es confon i per això portava de sobrenom Filius o Adolescens, per distingir-lo del seu pare. Formava part de la gens Júlia, i de la família dels Cèsar.
No es coneix res de la seva infància. En esclatar la Segona guerra civil l'any 49 aC es va unir a Pompeu tot i que el seu pare era llegat de Juli Cèsar. Probablement per aquesta raó, Pompeu el va enviar, juntament amb el pretor Luci Rosci a veure Juli Cèsar a Ariminium amb algunes propostes de pau, i Juli Cèsar el va retornar a Roma amb les seves condicions sobre com es retiraria d'Itàlia. Un altre intent negociador tampoc no va reeixir. El mateix any va estar a Minturnae, on Ciceró el va veure i deia d'ell que no servia per a res, que era una scopae solutae (una escombra desfeta) i va sortir amb Pompeu d'Itàlia. Cèsar Fill va anar a Àfrica i se li va donar el comandament de Clupea però la va abandonar quan es va acostar Gai Escriboni Curió des de Sicília.
Tres anys després el 46 aC era proqüestor de Cató a Útica. Aquest li va encarregar tenir cura del seu fill abans del seu suïcidi. Cèsar Fill va aconsellar a la ciutat la rendició. El mateix Luci va ser perdonat pel dictador segons Aule Hirti, mentre altres escriptors diuen que el va fer executar. Fos per orde de Cèsar o a mans dels soldats de Cèsar, va morir poc després.